# Fresh la Peufra
Fresh La Peufra, ook bekend als Fresh, is de artiestennaam van de Belgische rapper Julien Aberi Moska. Hij brak voor het eerst echt door dankzij het winnen van de competitie Nouvelle École op Netflix. Hij won deze competitie met het nummer Chop, dat in december 2022 de diamantstatus bereikte.

## Biografie
Fresh La Peufra groeide op in Ans nabij Luik. Reeds op 15-jarige leeftijd begon Fresh met rappen. Hij was een van de leden van het collectief Iceberg Click. Tot 2022 blijft zijn bekendheid echter lokaal.
In de competitie van Nouvelle École miste Fresh een deel van zijn couplet, maar behaalde desondanks de finale. Met zijn nummer Chop behaalde hij uiteindelijk de eindzege. Dit leverde hem niet alleen een bedrag op van 100.000 euro, maar zorgde ook voor een grotere bekendheid als artiest.
Na de competitie tekende Fresh bij het bedrijf Believe.
Het nummer Chop is meer dan 55.000 keer afgespeeld op Spotify in België en had meer dan 40.000 streams in Frankrijk op de dag van de release.
Op 28 oktober 2022 bracht hij zijn eerste album uit getiteld à l'abri.
Fresh werd in augustus 2022 benoemd tot ereburger van Luik.